# Paton V70 500
La Paton V70 è la moto da competizione che la casa motociclistica italiana Paton ha utilizzato nel motomondiale in classe 500 tra il 1994 e il 1999.

## Il contesto
Presentata in sostituzione della V115, si differenziava nel nome e nell'architettura per il fatto che il motore a V che l'equipaggiava aveva ora un angolo tra le bancate ridotto a 70° rispetto agli originari 115°.
Le altre caratteristiche propulsive rimasero praticamente invariate: si trattata sempre di un motore quadricilindrico a due tempi raffreddato a liquido e alimentato a carburatori; cambiavano invece leggermente le misure di alesaggio e corsa passate rispettivamente a 56 e a 50,6 mm. La prima versione, la C9/2, erogava una potenza di circa 150 CV, mentre a partire dall'anno successivo (1995) la C10/1 eroga una potenza di 165 CV, sempre a 12.000 rpm.
Le sue prime apparizioni in gara furono nel motomondiale 1994 con alla guida Vittorio Scatola: prese il via in 6 gran premi ottenendo quale miglior risultato un 19º posto nel Gran Premio motociclistico d'Olanda.
Nella stagione successiva cambiò il pilota e la moto venne affidata al francese Jean Pierre Jeandat che riuscì, cinque anni dopo, ad ottenere un punto in classifica iridata grazie al 15º posto ottenuto nel Gran Premio motociclistico di Germania; grazie a quel risultato Jeandat si piazzò al 32º posto nella classifica stagionale.
Il successivo risultato positivo con piazzamento a punti si ebbe in occasione del Gran Premio motociclistico d'Australia 1996 quando Toshiyuki Arakaki ottenne un nuovo 15º posto. Nel motomondiale 1997 fu la volta di Francesco Monaco di guidare la Paton nei due gran premi disputati in Italia; ottenne però solo un 19º posto. Nel 1998 apparve nelle statistiche del mondiale solo in occasione del GP d'Italia, condotta da Gianmaria Liverani che non concluse la gara.
L'ultimo anno di partecipazione al motomondiale prima di essere sostituita dalla nuova PG 500 R fu quella del 1999: guidata da Paolo Tessari in due occasioni, ottenne come miglior risultato il 16º posto nel GP di Catalogna.